# Lorenzo Bonincontri
Lorenzo Bonincontri, o Bonincontro, latinizzato come Laurentius Bonincontrius (San Miniato, 23 febbraio 1410 – Roma, 1491), è stato un astrologo, umanista e storico italiano del XV secolo.

## Biografia
Nacque nel 1410 a San Miniato.
Visse in diverse città d'Italia: Napoli (1450-75), Firenze (1475-78) e Roma (1483-91), dove attese alla maggior parte dei suoi scritti.
Morì probabilmente nel 1491 a Roma.

## Opere
- Rerum naturalium libri, Napoli, 1469-1472. Poema in esametri latini.
- De rebus coelestibus, aureum opusculum, 1472-1475. Poema in tre libri di argomento filosofico-astrologico dedicato a Ferdinando II di Catalogna-Aragona.
  - De rebus coelestibus, Gaurico, Venezia, 1526
  -  De rebus coelestibus, Basilea, Robert Winter, 1540.
- Chronicon (cronaca dal 903 al 1458)
- De ortu Regum Neapolitanorum (o Historia utriusque Siciliae), in 10 libri, Firenze, 1739-1740. Storia dei re di Napoli e Sicilia.